# Psilantropism
Psilantropism, kristologisk lära som förnekar Kristi gudomlighet. Etymologiskt härleds termen ur grekiskans psilo "endast", "bara" och anthropos "människa". Psilantropismen kom att förkastas[när?].